# Estância Velha (ort)
Estância Velha är en ort i Brasilien.   Den ligger i kommunen Estância Velha och delstaten Rio Grande do Sul, i den södra delen av landet, 1 600 km söder om huvudstaden Brasília. Estância Velha ligger 43 meter över havet och antalet invånare är 40 390.
Terrängen runt Estância Velha är platt söderut, men norrut är den kuperad. Runt Estância Velha är det tätbefolkat, med 790 invånare per kvadratkilometer.. Närmaste större samhälle är Novo Hamburgo, 5,3 km sydost om Estância Velha.
Runt Estância Velha är det i huvudsak tätbebyggt.